# Премия Генриха Манна
Премия Генриха Манна (нем. Heinrich-Mann-Preis) — немецкая литературная премия, учрежденная в 1953 году Академией искусств ГДР. Размер премии — 10 000 евро. Вручается 27 марта, в день рождения Генриха Манна.

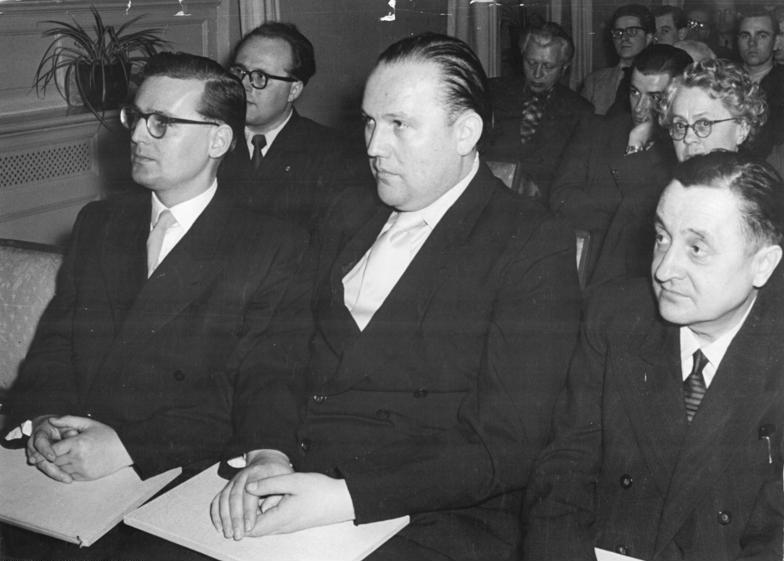
Вольфганг Шрайер (слева), Франц Фюман (в центре) и Рудольф Фишер на вручении премии в 1956 году.

## Лауреаты
- 1953 — Стефан Гейм, Вольфганг Харих, Макс Циммеринг
- 1954 — Готхольд Глогер, Тео Харих
- 1955 — не вручалась
- 1956 — Франц Фюман, Рудольф Фишер, Вольфганг Шрайер
- 1957 — Ганс Маассен, Герберт Нахбар, Маргарете Нойман
- 1958 — Ханс Грундиг, Герберт Йобст, Розмари Шудер
- 1959 — Хайнер Мюллер, Ханс Лорбер, Инге Мюллер
- 1960 — Гельмут Хауптман, Аннемари Райнхард
- 1961 — Дитер Нолль
- 1962 — Гюнтер Кунерт, Бернхард Зегер
- 1963 — Криста Вольф
- 1964 — Гюнтер де Бройн
- 1965 — Иоганнес Бобровский, Бригита Райман
- 1966 — Петер Вайс
- 1967 — Герман Кант, Вальтер Кауфман
- 1968 — Герберт Иеринг
- 1969 — Вернер Хайдучек, Вольфганг Йохо, Альфред Вельм
- 1970 — Фриц Зельбман, Жанна Штерн, Курт Штерн, Мартин Фиртель
- 1971 — Юрек Беккер, Эрик Нойч, Герберт Отто
- 1972 — Карл-Хайнц Якобс, Фред Вандер
- 1973 — Ульрих Пленцдорф, Хельга Шюц
- 1974 — Курт Бат, Герхард Вольф
- 1975 — Ирмтраут Моргнер, Эберхард Паниц
- 1976 — Аннемари Ауэр, Зигфрид Пичман
- 1977 — Эрих Кёлер, Йоахим Новотный
- 1978 — Карл Микель
- 1979 — Фриц Рудольф Фриз
- 1980 — Фолькер Браун, Пауль Грацик
- 1981 — Петер Хакс
- 1982 — Кристоф Хайн, Вернер Лирш
- 1983 — Фридрих Дикман, Гельмут Шульц
- 1984 — Хайнц Чеховский
- 1985 — Хельга Кёнигсдорф, Бернд Лейстнер
- 1986 — Хельга Шуберт, Хайди Урбан де Хауреги
- 1987 — Луизе Ринзер
- 1988 — Фриц Мирау
- 1989 — Вульф Кирстен
- 1990 — Адольф Эндлер, Эльке Эрб
- 1991 — Петер Госсе, Кито Лоренц
- 1992 — не вручалась
- 1993 — Лотар Байер
- 1994 — не вручалась
- 1995 — Ханс Майер
- 1996 — Юлиус Позенер
- 1997 — Михаэль Рутшки
- 1998 — Карл Маркус Михель
- 1999 — Катарина Рутшки
- 2000 — Дубравка Угрешич
- 2001 — Вальтер Бёлих
- 2002 — Гёц Али
- 2003 — Вольфганг Шифельбуш
- 2004 — Клаудия Шмёльдерс
- 2005 — Иван Нагель
- 2006 — Петер фон Матт
- 2007 — Карл Хайнц Борер
- 2008 — Хайнц Шлафер
- 2009 — Ханс Цишлер
- 2010 — Михаэль Маар
- 2011 — Мари-Луизе Шерер
- 2012 — Уве Кольбе
- 2013 — Роберт Менассе
- 2014 — Роберт Шиндель
- 2015 — Адам Загаевский
- 2016 — Гуннар Декер (нем.)
- 2017 — Гизела фон Высоцки (нем.)
- 2018 — Кристиан Боммариус (нем.)
- 2019 — Данило Шольц (нем.)[1]
- 2020 — Ева Хорн (нем.)[2]
- 2021 — Катрин Пассиг[англ.]
- 2022 — Лотар Мюллер